# Filament (revista)
Filament fue una revista para adultos británica de tirada trimestral dirigida a las mujeres, publicada en el Reino Unido. Se publicó durante 9 números, de junio de 2009 a diciembre de 2011.
La revista presentaba imágenes pornográficas explícitas y no explícitas de hombres, diseñadas específicamente para mujeres heterosexuales (a diferencia de las diseñadas para hombres homosexuales). La revista afirmaba utilizar "investigación académica y primaria" en la producción de su contenido.
Las reacciones críticas a Filament fueron variadas. Las entrevistas con mujeres realizadas por el programa de actualidad neozelandés Close Up fueron variadas, y las realizadas por el programa de entrevistas británico The Wright Stuff fueron principalmente negativas, aunque algunos blogs recibieron la revista de forma positiva.

## Campaña de difusión
En agosto de 2009, la revista inició una campaña para convertirse en la primera revista femenina del Reino Unido en publicar una imagen de una erección, después de que los impresores de su primer número se negaran a imprimir el segundo si contenía dichas imágenes. Filament trató de vender otros 328 ejemplares del primer número para financiar el cambio de imprenta, y lo consiguió. La campaña atrajo el apoyo de figuras de alto nivel como Zoe Margolis y Warren Ellis.